# Смирнов, Сергей Анатольевич
Сергей Анатольевич Смирнов (род. 10 декабря 1958 года в Москве) — советский и российский писатель-фантаст, автор исторических и детективных произведений, редактор и составитель сборников фантастических произведений. Член Союза писателей России.

## Биография
Сергей Смирнов родился в Москве. Ещё со школьных лет он увлёкся написанием фантастических произведений. После окончания средней школы Смирнов учился на медико-биологическом факультете II Московского медицинского института (окончил в 1982 году), после чего работал научным сотрудником Института медико-биологических проблем Министерства здравоохранения СССР. Кандидат медицинских наук.
В качестве актёра снялся в фильмах Николая Бурляева «Лермонтов» (1986, роль С. А. Раевского) и «Всё впереди» (1990, роль физика Жени Грузя).
С 1990 года, после выхода в свет первых сборников, Сергей Смирнов стал профессиональным литератором. С 1990 года он работал редактором-составителем в ряде московских издательств, является составителем ряда альманахов и сборников фантастических произведений, в частности первого сборника «Гея» в 1988 году, сборников «Тёмная охота» и «Время оборотня» в 1990 году, несколько спецвыпусков журнала «Искатель». С 2008 года Сергей Смирнов работал сценаристом на телевидении. Его сценарий полнометражного фильма «Твердь» признан лучшим и получил «Золотой диплом» на II Славянском форуме искусств «Золотой Витязь».

## Литературное творчество
Ещё со школьных лет Сергей Смирнов начал публиковать свои фантастические произведения, первое из которых «Цветок в дорожной сумке» опубликован в журнале «Техника — молодёжи» в 1976 году. Вместе с писателем Михаилом Пуховым, который был заведующим отделом фантастики в журнале «Техника — молодёжи», Смирнов организовал при журнале клуб поклонников фантастики для учащихся старших классов и студентов. В 1987 году Сергей Смирнов опубликовал свою первую повесть «Гнилой Хутор». В том же году вышел первый сборник произведений писателя «Память до востребования». В 1989 году писатель опубликовал повесть «Без симптомов», которая дала название следующему сборнику произведений автора, вышедшему в 1990 году. В 1996 году писатель опубликовал свой первый роман «Империя здоровья», написанный в стиле фантастического триллера и детектива. В следующем году вышел в свет фантастический роман Смирнова «Канарский грипп», а также первый исторический роман писателя «Семь свитков из Рас-Альхага, или Энциклопедия заговоров», который вошёл в цикл исторических произведений о тамплиерах. В 1996—1997 годах Сергей Смирнов также опубликовал цикл детективных рассказов «Рукопись, найденная в tmp-файле» о детективе-конвергенте, который мог раскрыть преступление с помощью сопоставления внешне не связанных между собой явлений. В 2010 году писатель опубликовал фантастический роман в стиле альтернативной истории «Дао Дзе Дун». После 2010 года большинство новых произведений Сергея Смирнова вышли в свет в виде интернет-публикации, поскольку, по мнению автора, таким образом значительно увеличивается читательская аудитория книг. В 2018 году писатель также опубликовал серию сказок для детей.

## Работы
Романы
- 1996 — «Империя Здоровья»
- 1997 — Канарский грипп
- 1997 — Семь свитков из Рас-Альхага, или Энциклопедия заговоров
- 1998 — Царь горы, или Тайна Кира Великого
- 2000 — Султан Юсуф и его крестоносцы
- 2000 — Цареградский оборотень
- 2010 — Дао Дзэ Дун
- 2012 — Три сердца, две сабли
- 2012 — Шашлык из леопарда
- 2013 — Подземный флот маркшейдера Вольфа
- 2013 — Тайна Спящей Охотницы
- 2013 — Хроника лишних веков
- 2015 — Железные лавры Рюрика
- 2018 — Тайна смуты

Повести
- 1987 — Гнилой Хутор
- 1989 — Без симптомов
- 1989 — Сны над Танаисом
- 1995 — Пустыня волхвов
- 1996 — Дело привидений «Титаника»
- 2008 — Привет от царицы Савской
- 2019 — Алмазные крылья (соавт.)

Сказки
- 2018 — Большая тайна маленького секретика
- 2018 — Драгоценные заплаточки Таси
- 2018 — Как друзья спасали Тасю
- 2018 — Кукла Тася не боится темноты
- 2018 — Маша и Тася в поисках небывалого на свете
- 2018 — Небесный пастух и золотая корова
- 2018 — Невероятно дружное путешествие
- 2018 — Опасный поход домой
- 2018 — Про ежей и стрижей
- 2018 — Самая чудесная яблоня

Сборники
- 1987 — Память до востребования
- 1990 — Без симптомов